# Fort Meade (Florida)
Fort Meade es una ciudad ubicada en el condado de Polk en el estado estadounidense de Florida. En el Censo de 2010 tenía una población de 5.626 habitantes y una densidad poblacional de 412,18 personas por km².

## Geografía
Fort Meade se encuentra ubicada en las coordenadas 27°45′16″N 81°47′41″O / 27.75444, -81.79472. Según la Oficina del Censo de los Estados Unidos, Fort Meade tiene una superficie total de 13.65 km², de la cual 13.05 km² corresponden a tierra firme y (4.42%) 0.6 km² es agua.

## Demografía
Según el censo de 2010, había 5.626 personas residiendo en Fort Meade. La densidad de población era de 412,18 hab./km². De los 5.626 habitantes, Fort Meade estaba compuesto por el 68.29% blancos, el 18.24% eran afroamericanos, el 0.52% eran amerindios, el 0.34% eran asiáticos, el 0.02% eran isleños del Pacífico, el 10.66% eran de otras razas y el 1.94% pertenecían a dos o más razas. Del total de la población el 26.09% eran hispanos o latinos de cualquier raza.